# Cultura chiripa
La Cultura Chiripa es una de las culturas más antiguas de la región andina, que se expandió en la ribera oriental del Lago Titicaca en tres periodos temporales desde el 1500 a. C. hasta el 100 a. C. Sus restos aparecen desde la península de Taraco, por el sur, hasta Santiago de Huata, por el norte; incluso en la península de Copacabana. Según los últimos estudios que se han realizado en la península de Taraco, se le ha asignado a la cultura Chiripa tres fases:
- Chiripa temprano: 1500 a. C. - 1000 a. C.
- Chiripa medio: 1000 a. C. - 800 a. C.
- Chiripa tardío: 800 a. C. - 100 a. C.

El período principal de esta cultura se puede situar, según las muestras radiocarbónicas entre los años 591-116 a. C. y 31 a. C. Según esta cronología, la cultura chiripa en su fase más importante es contemporanéa al ascenso a la etapa urbana de la cultura tiahuanaco.

## Agricultura
La cultura chiripa fue la cultura primigenia en el empleo de la técnica agrícola de los camellones. Evidencia de ello es que, en el sitio de Aygachi (La Paz), se encontraron restos cerámicos provenientes de esta cultura, y fechados por radiocarbono en el 600 a. C..

## Arquitectura
En las ruinas de Chiripa se encuentra un montículo artificial (templete semisubterráneo) de 60 metros de largo por 55 metros de ancho. En la parte inferior de este montículo existe un templete semisubterraneo cuyas paredes recuerdan el tablescado de madera, pues se forman por grandes piedras verticales, colocadas a intervalos irregulares. Entre ellas hay piedras más pequeñas que a manera de sillares forman el muro. El piso es de arcilla apisonada.
Otra parte de las ruinas, probablemente de una cronología posterior al templete, está formada por un conjunto de casas, cuya planta es de singular interés. Estas viviendas tienen paredes dobles y se puede llegar al espacio dejado entre los muros por medio de ventanas interiores. Según algunos arqueólogos, estos espacios servían de alacenas. En el suelo de estas habitaciones hay enterramientos en forma de cajas de piedra.
Las excavaciones y estudios arqueológicos de la península de Taraco, revelaron la cronología del montículo 1 y del sitio de Choquehuanca, localizados en el recinto arqueológico de Chiripa. Los estudios revelaron que, en torno al 1530 a. C, se fue recubriendo la estructura externa del montículo 1; la estructura interna del templete semisubterráneo fue construida y ocupada en torno al año 1000 a. C., constituyendo un período de transformación y preurbanización en la cultura chiripa a partir del período chiripa medio.
En especial, el sitio del recinto Choquehuanca, presenta una construcción habitacional y ceremonial anterior (1500 a. C.), siendo el recinto semisubterráneo más antiguo del área andina circumlacustre.

### Periodos habitacionales
Según las dataciones de radiocarbono y estratigrafía del montículo 1 (estructura 4, casas C-D-E-F, casa 5, casa 2 y Choquehuanca), en el primer período de construcciones habitacionales, fechado entre 1500 a. C. a 1000 a. C., las habitaciones tendrían el modelo arquitectónico representativo de chiripa (muros dobles y alacenas o sitios ceremoniales en sus espacios). Las construcciones fueron hechas de piedra bruta con rellenos de mortero de barro.
Este es el período del cual la mayoría de las muestras se encuentran en un grave estado, siendo las más conservadas las casas 1 y 2 de Bennett. Estas todavía cuentan con la mayoría de sus muros (piedra rugosa); restos óseos de animales y humanos; mantienen cerámica y se pueden distinguir estratigráficamente los pisos de ceniza carbónica. Este nivel fue datado radiocarbónicamente por Karen Morh Chavéz (1966), basada en información obtenida de las dataciones de las cerámicas encontradas en el nivel estratigráfico, revelando que las estructuras mencionadas tienen una datación de 1400 a. C.
Es importante señalar que en las casas del montículo 1, solo se llegan a distinguir la caída de los muros y una pequeña capa de piso.
Para el segundo período, fechado entre 1000 a. C a 900 a. C, se seguiría utilizando la misma técnica de construcción, aunque iría evolucionando el dintel de las alacenas y de la puerta de entrada.
Para el ultímo período o de "casas superiores", fechado entre 600 a. C a 100 a. C, se tiene evidencia de una mejora absoluta de los dinteles de las entradas a las alacenas. Estos tendrían motivos escalonados, enlucido de barro y maderas incrustadas. El material de construcción cambia a adobe. El suelo de la casa contaba con una base de madera de Queñua con gruesas capas de paja y totoras de amortiguación.

## Escultura
Las esculturas Chiripa muestran piezas líticas (esculturas de piedra) con el característico estilo y tradición escultórica yaya-mama, muy propia de Chiripa, decoradas con serpientes y batracios. Existe más de una lápida con un rostro humano central del que emergen dos piernas y cuatro rayos con punta de flecha (también suelen interpretarse como cabezas de puma). Serpientes y llamas dispuestas dos a dos, decoran los costados alternando con los apéndices de la figura central. La escultura de Chiripa se halla relacionada con monolitos decorados en sus cuatro caras; en la anterior y la posterior se representan seres humanizados uno masculino y otro femenino a cuyos pies hay determinadas plantas y en los costados serpientes.

## Cerámica
La cerámica Chiripa es burda y presenta ejemplares sin pintura. La cerámica pintada (presente desde el período temprano) posee incisiones de bajo relive y motivos rectilíneos y geométricos, los pintados son comúnmente de engobado rojo o amarillo sobre rojo. Solían adornarse con fisonomías humanas o zoomorfas frontales; o con el cuerpo de perfil. El elemento más característico es un recipiente de fondo plano, de color ocre claro pintado en rojo, con motivos escalonados. Muchas veces estas piezas presentan también cabecitas modeladas y adheridas.
En cuanto a su industria, los chiripas fundían el cobre. Para este objeto utilizaron sopladores a manera de tubos modelados en cerámica. Estas piezas también se decoraban con cabecitas, unas veces humanas y otras zoomorfas.

## Religión
En el año 1973, en el sitio de Titinani, se encontró un complejo religioso asociado a 30 monolitos trabajados desde los primeros periodos de Chiripa, el hombre andino creó un ser antropomorfo que se puede apreciar en la fase tiahuanacota. Este es una mujer sexuada que muestra la apariencia de deidades femeninas, lo cual denota que en Chiripa hubo un matriarcado. Algunas otras piezas tenían representación de papas, maíz, animales (auquenidos) y peces, los cuales eran sacrificados. Esto muestra un culto a la fertilidad. 

## Tradición Yaya-Mama
La tradición yaya-mama (también llamada tradición Pojuni por Wendel C. Bennet) es un conjunto de creencias y tradiciones basadas en la dualidad andina, construcción de templetes cuadrangulares semi subterráneos (con alacenas de almacenaje) y artesanías en miniatura. Principalmente se extendía por los territorios culturales de Chiripa (núcleo de origen), Pukará y, la así llamada por Carlos Ponce Sanjinés, la cultura Qeya/Kalassasaya III.
Aunque la potencia cultural que logró expandirla fue Tiwanaku IV y V, logrando incluso expandirla a culturas afines como la Wari (600-1200 d. C), el proceso de surgimiento y desarrollo de esta tradición precede, por mucho, a los 400 a. C.
Como núcleo cultural de origen, se conocen datos acerca de que originalmente esta tradición formó parte de la cultura de Chiripa. La erificación del templete central en las estructuras de Chiripa (también en Chi'si) circa 1500 a. C, la representación de las casas (superiores e inferiores), la presencia de estructura ritual-almacenativa y expresiones culturales de dualidad (estelas, cerámica decorada); constituyen la incipiente aparición de esta tradición (difundida por el área circumlacustre). Entre otros antecedentes de la tradición yaya-mama, tenemos a los sitios de Alto Pukará en la península de Taraco, lugar donde se encontraron los recintos rituales más antiguos del altiplano. Los recintos son parte de un conjunto más grande no doméstico. Estos se encuentran en lados opuestos (en representación del hombre-yaya y la  mujer-mama). En estos se encontraron entierros (Entierro 101), un fogón (Asd 2) y varias estelas yaya-mamas. Estos recintos tienen una datación radiocarbónica de 800 a 789 a. C, muestras que fueron recolectadas del fogón (400 a. C), la entrada (700 a. C), los pisos de arcilla y muros en la base (800 a. C).